# Hiéroglyphe égyptien A10
Le hiéroglyphe égyptien A10 (homme assis tenant un aviron) est classifié dans la section A « L'Homme et ses occupations » de la liste de Gardiner ; il y est noté A10.

## Représentation
Il représente un homme accroupi, en génuflexion, bras droit tendu et tenant un aviron, pelle vers le bas, et bras gauche pendant.

## Utilisation
| s | Aa28 | d · nw | A10 |

| s | Aa28 | d · nw | A10 |

« naviguer, voyager ; faire aller à la rame, convoyer, naviguer sur ».